# Joghdī
Joghdī (persiska: جغدی) är en ort i Iran.   Den ligger i provinsen Nordkhorasan, i den nordöstra delen av landet, 500 km öster om huvudstaden Teheran. Joghdī ligger 1 308 meter över havet och antalet invånare är 112.
Terrängen runt Joghdī är varierad. Runt Joghdī är det ganska glesbefolkat, med 27 invånare per kvadratkilometer. Närmaste större samhälle är Showqān, 6,6 km öster om Joghdī. Omgivningarna runt Joghdī är i huvudsak ett öppet busklandskap.